# کاخ استاد بزرگ شوالیه‌های رودس
کاخ استاد بزرگ شوالیه‌های رودس، یا کاستلو (یونانی: Καστέλο، از ایتالیایی: Castello «دژ»)، دژی قرون وسطایی در شهر رودس، در جزیره رودس در یونان است. این دژ یکی از اندک نمونه‌های معماری گوتیک در یونان است. این مکان پیش‌تر جایگاه شوالیه‌های مهمان‌نواز بود و به عنوان کاخ، مقر و دژ عمل می‌کرد.

## تاریخ
با توجه به پژوهش‌های تازه انجام‌شده، دقیقاً در محلی که کاخ امروزی قرار دارد، پایه‌های معبد باستانی خدای خورشید «هلیوس» وجود داشته‌است و احتمالاً همان نقطه‌ای بوده که غول رودس در دوران باستان در آن قرار داشته‌است. این کاخ در ابتدا در اواخر سده هفتم به عنوان یک ارگ بیزانسی ساخته شد. پس از اینکه شوالیه‌های مهمان‌نواز رودس و برخی جزایر یونانی دیگر (مانند کلیمنوس و کاستلوریزو) را در سال ۱۳۰۹ اشغال کردند، دژ را به مرکز اداری خود و کاخ استاد بزرگ تبدیل کردند. در بیست و پنج سال ابتدایی سده چهاردهم، شوالیه‌ها کاخ را تعمیر کردند و تعدادی اصلاحات بنیادی انجام دادند. این کاخ در زمین‌لرزه سال ۱۴۸۱ در رودس کمی آسیب دید، اما به‌زودی بازسازی شد.
پس از تصرف جزیره در سال ۱۵۲۲ توسط امپراتوری عثمانی، این کاخ به عنوان مرکز فرماندهی و قلعه مورد استفاده قرار گرفت.
هنگام فرمانروایی ایتالیا در رودس، معمار ایتالیایی ویتوریو مستورینو بخش‌های آسیب‌دیده کاخ را میان سال‌های ۱۹۳۷ و ۱۹۴۰ بازسازی کرد. این کاخ تبدیل به اقامتگاه تعطیلات پادشاه ایتالیا، ویکتور امانوئل سوم، و بعداً برای دیکتاتور فاشیست بنیتو موسولینی شد که نام او هنوز بر روی یک پلاک بزرگ در نزدیکی ورودی کاخ دیده می‌شود.
در ۱۰ فوریه ۱۹۴۷، معاهده صلح با ایتالیا، یکی از معاهدات صلح پاریس، تعیین کرد جمهوری نوپای ایتالیا، باید مالکیت دودکانسا را به یونان منتقل کند. در سال ۱۹۴۸، رودس و بقیه دودکانسا طبق توافق پیشین به یونان سپرده شدند. این کاخ سپس به موزه تبدیل شد و امروزه میلیون‌ها گردشگر از رودس بازدید می‌کنند.
در سال ۱۹۸۸، زمانی که یونان ریاست دوره ای اتحادیه اقتصادی اروپا را بر عهده داشت، نخست‌وزیر یونان آندرئاس پاپاندرئو و دیگر رهبران اتحادیه اروپا نشستی در کاخ برگزار کردند.

## نگارخانه

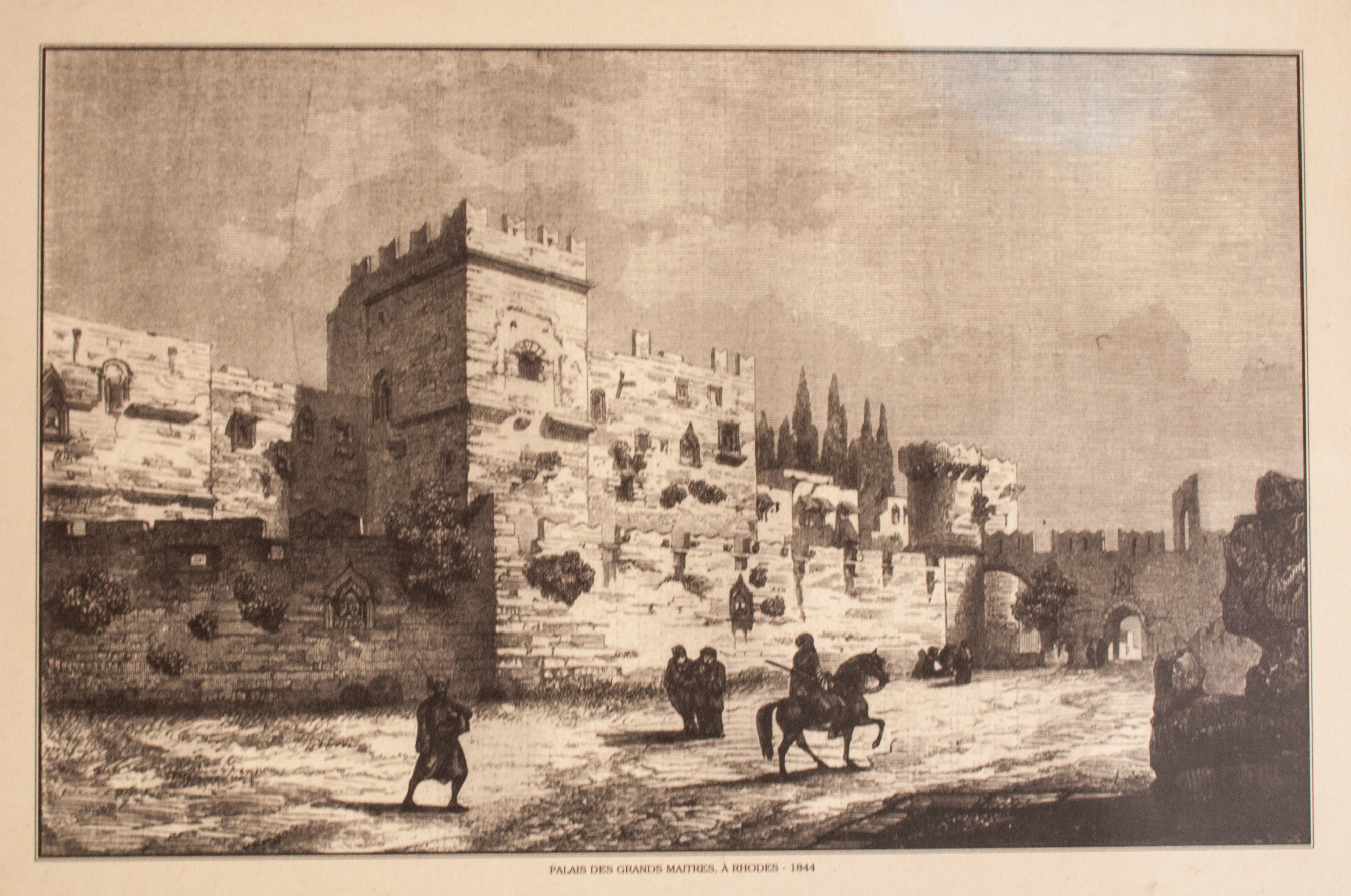
کاخ در سال ۱۸۴۴
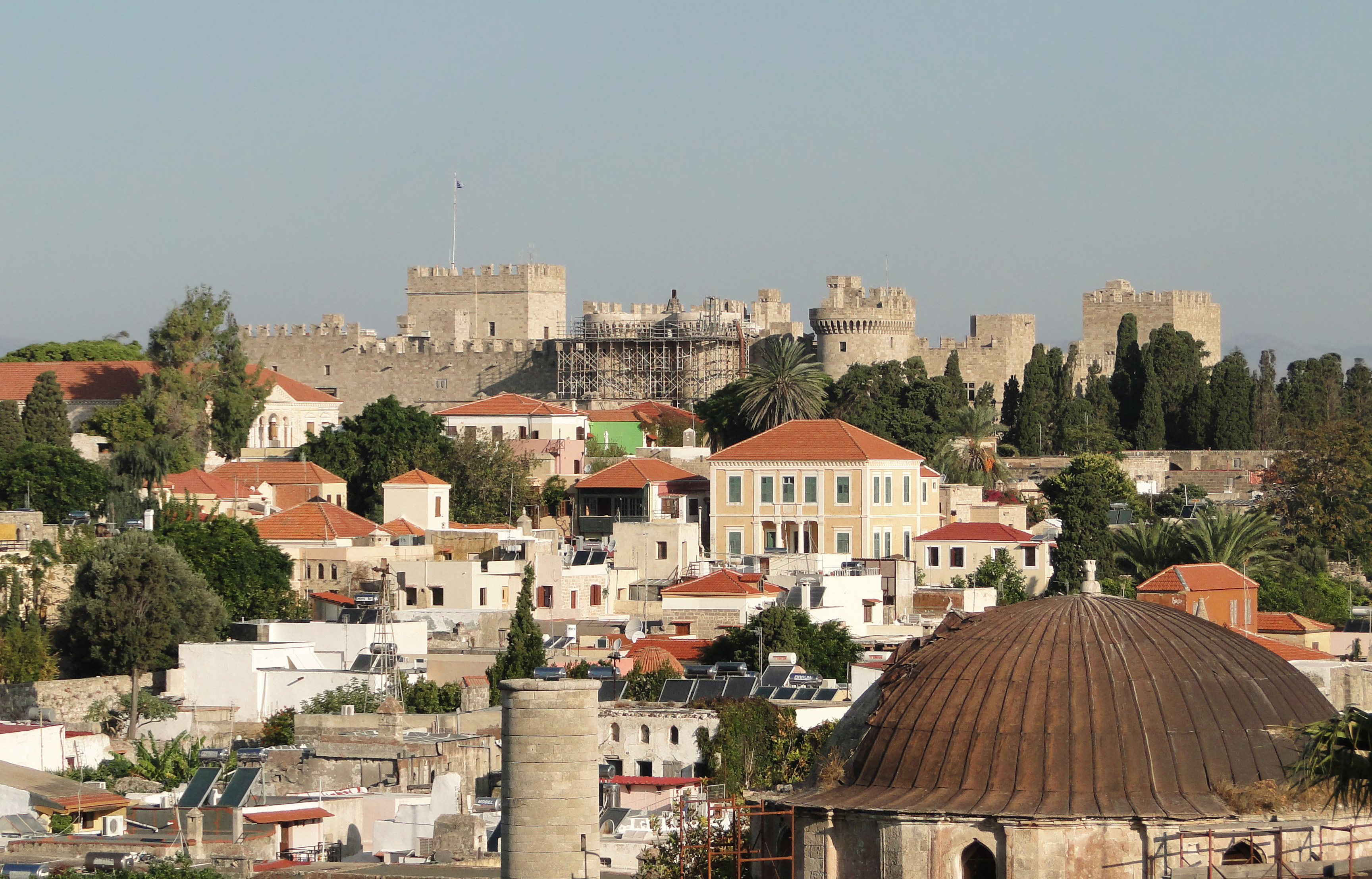
دژ مشرف به شهر قرون وسطایی
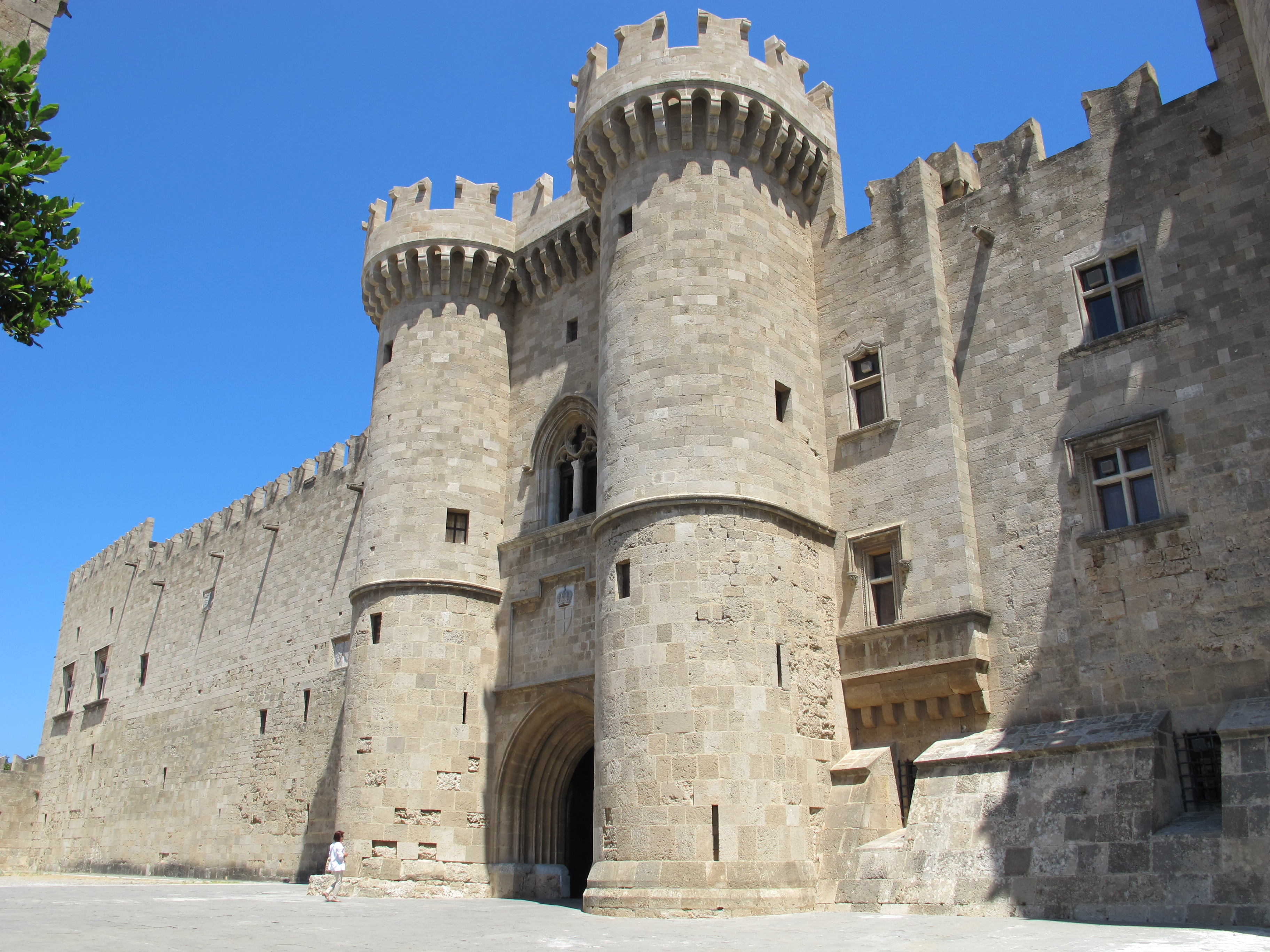
ورودی اصلی
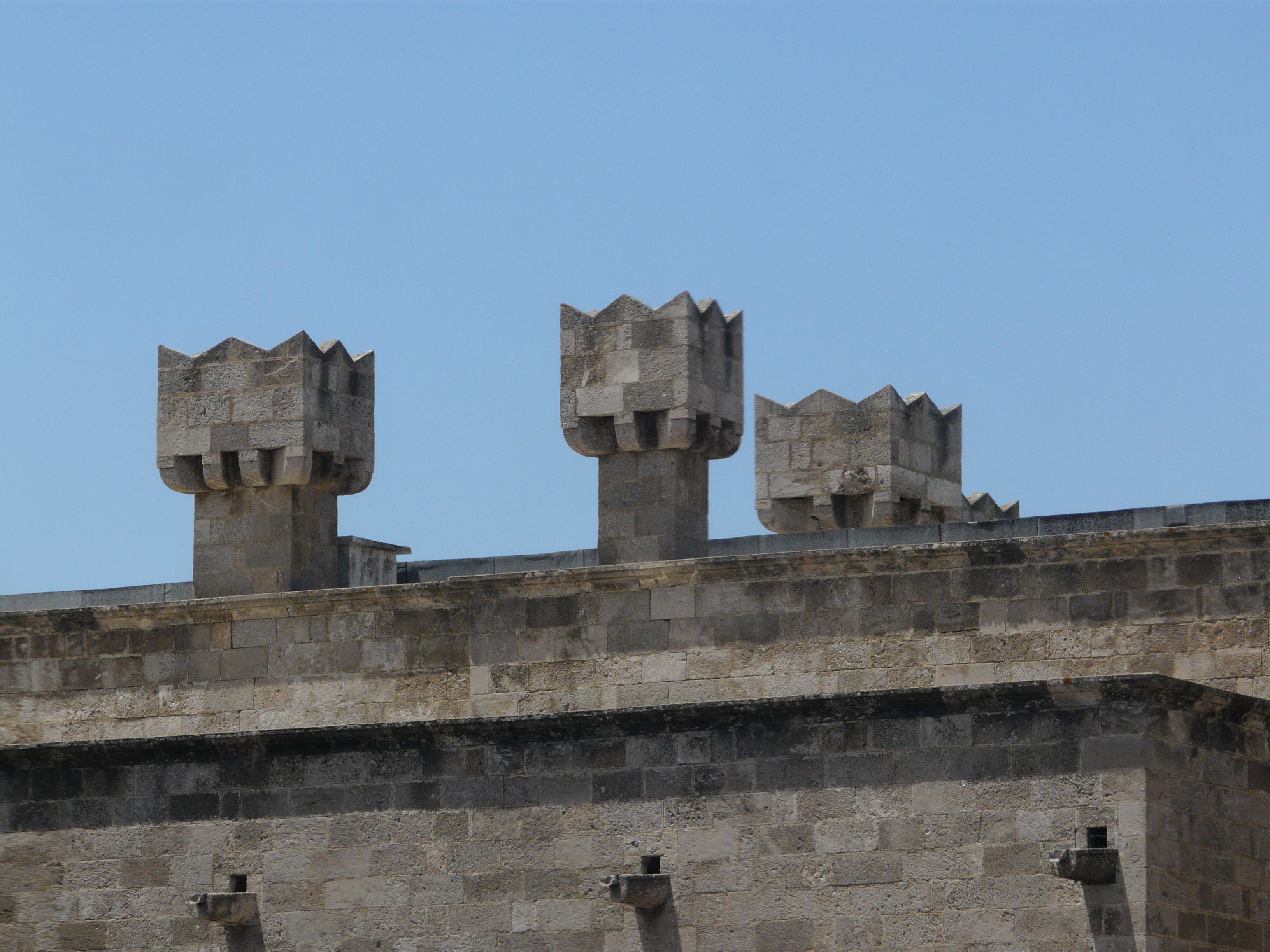
دودکش‌ها
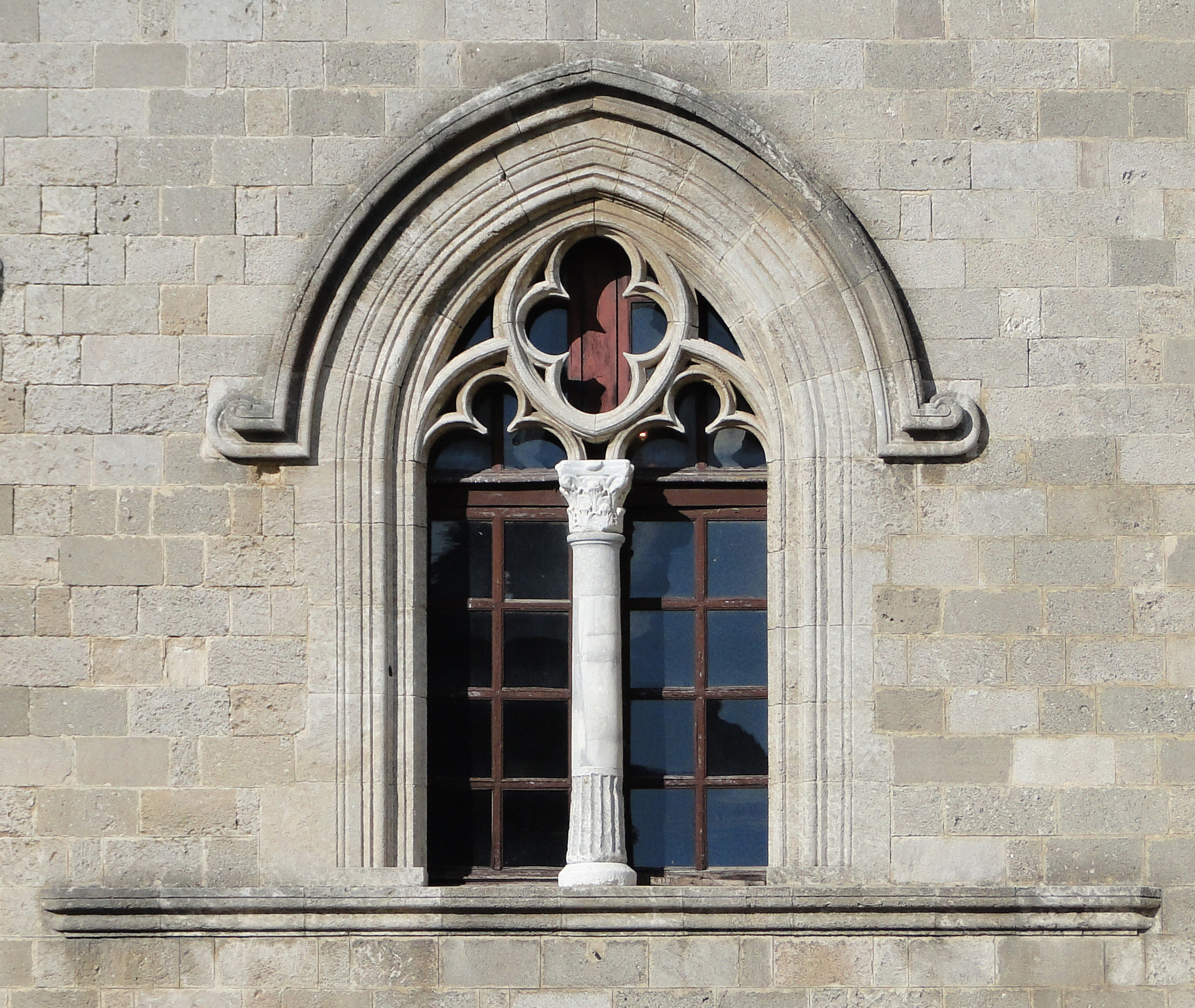
جزئیات
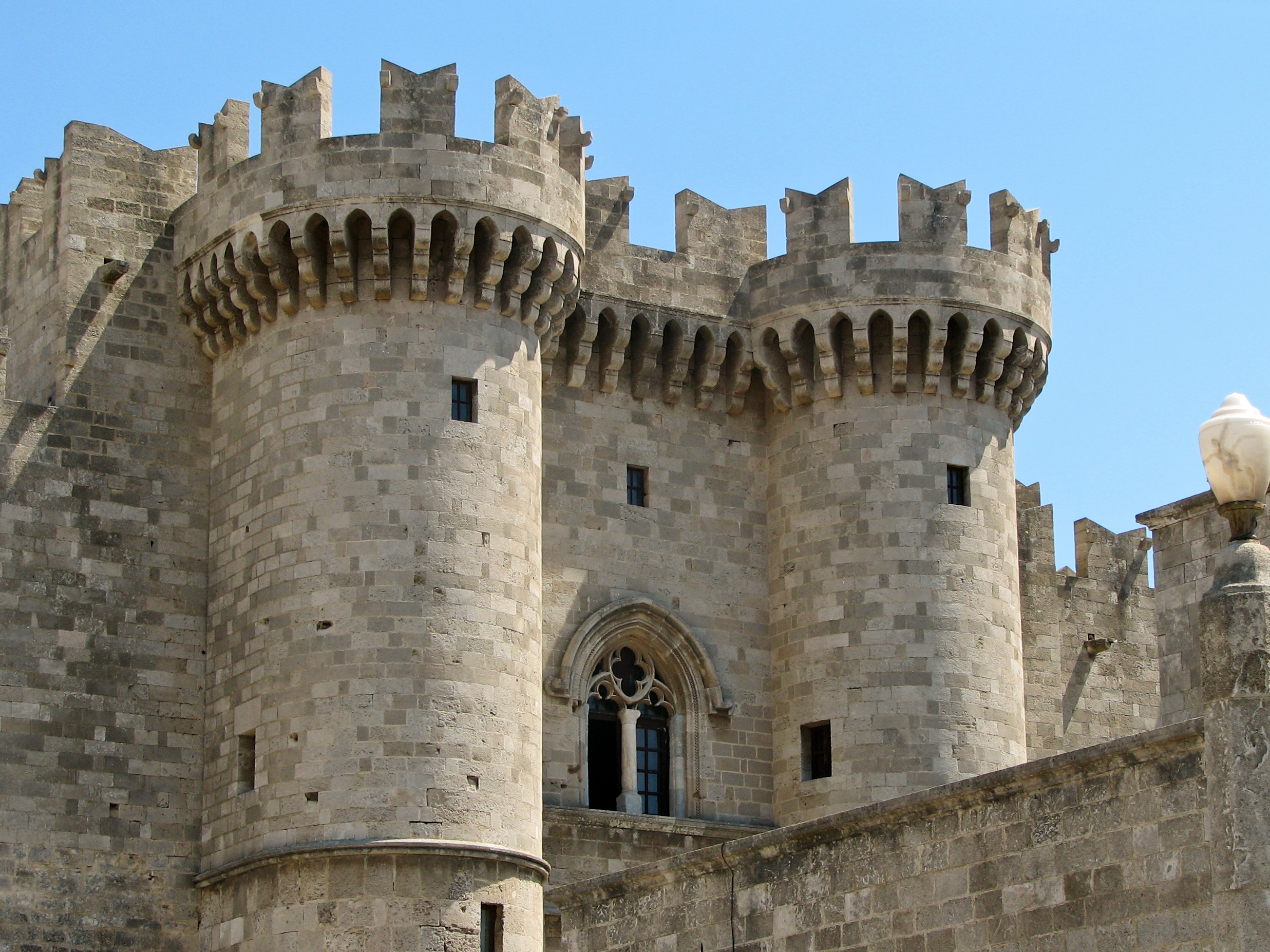
نمای نزدیک
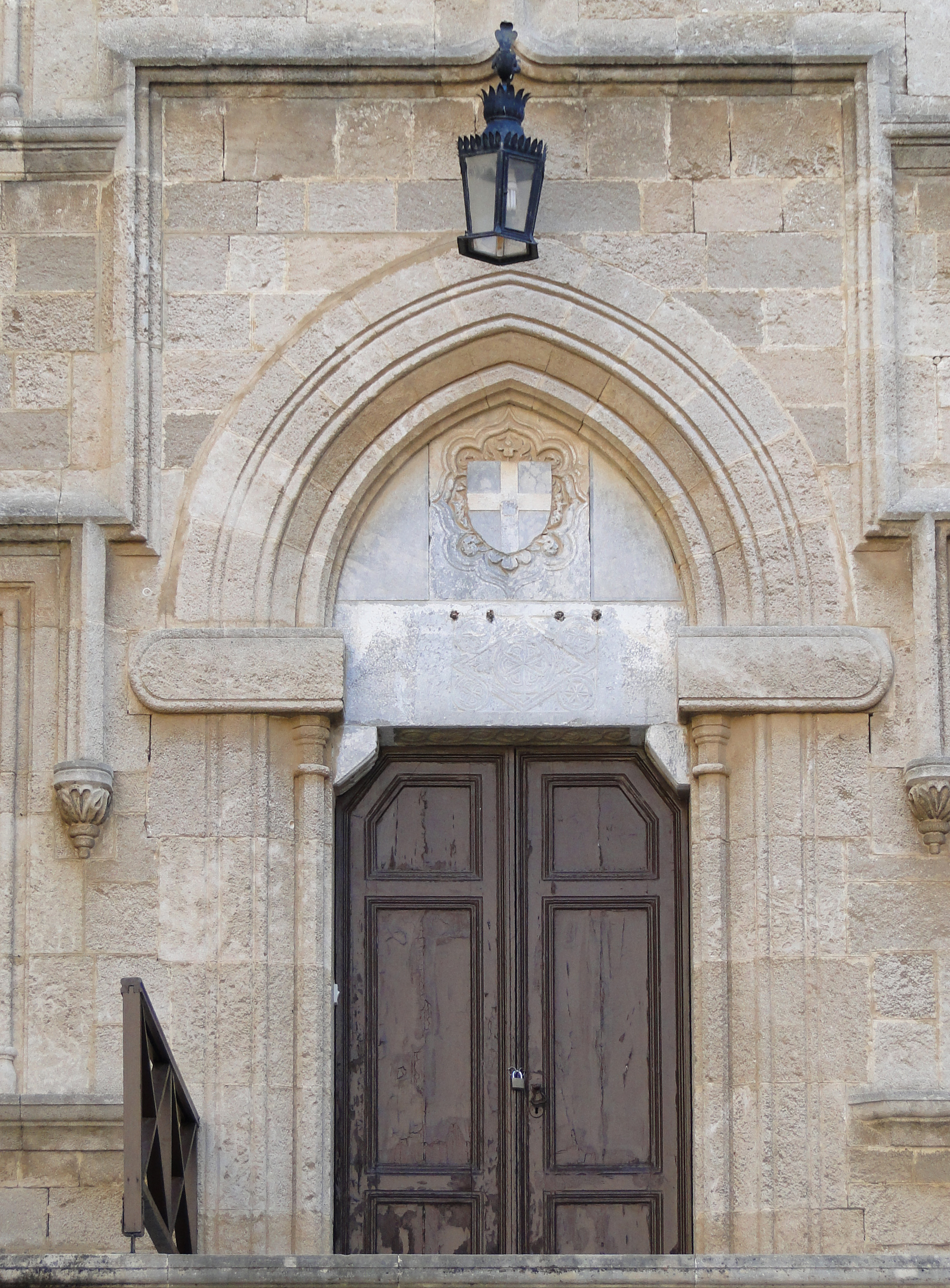
درب
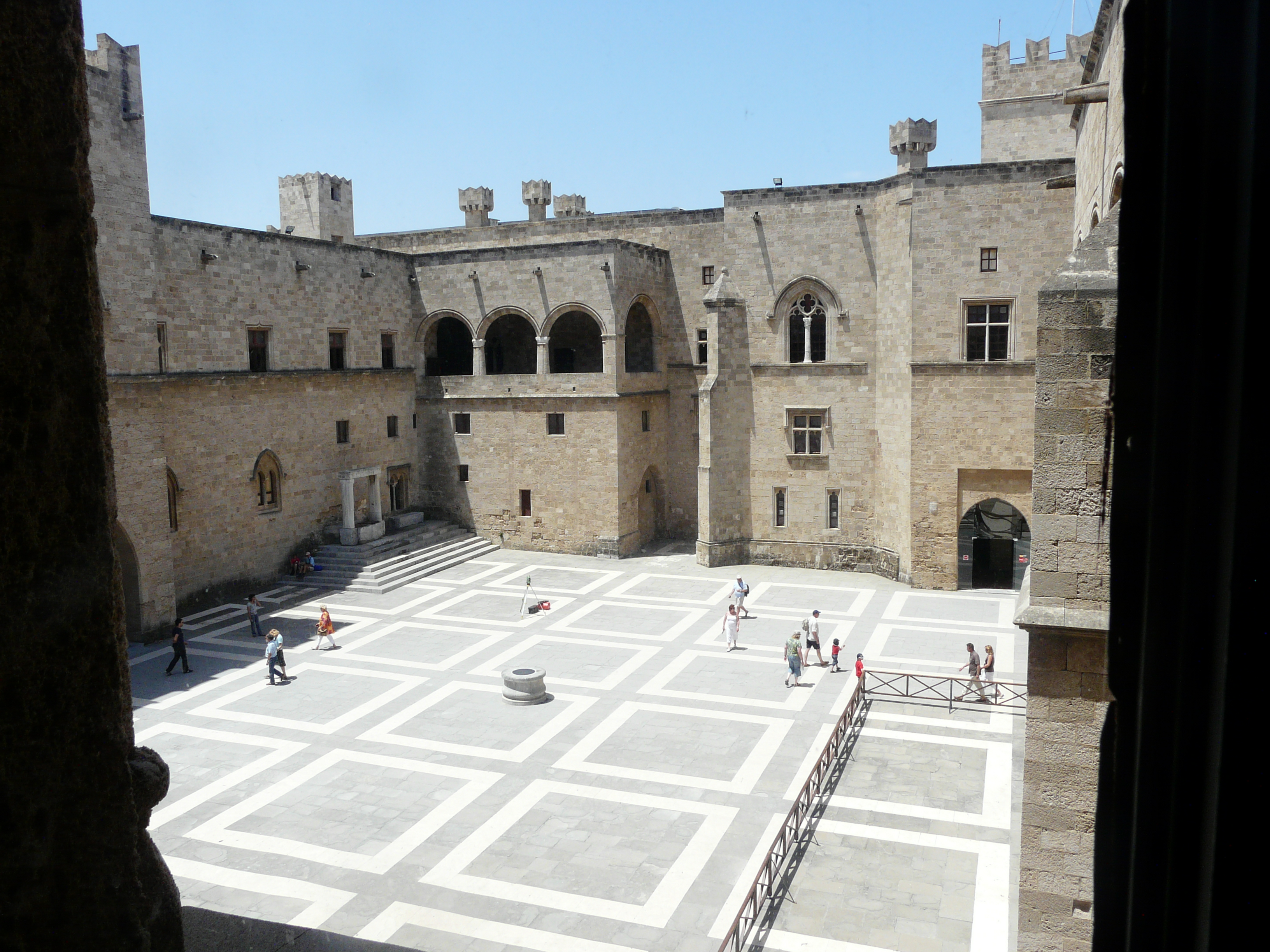
حیاط
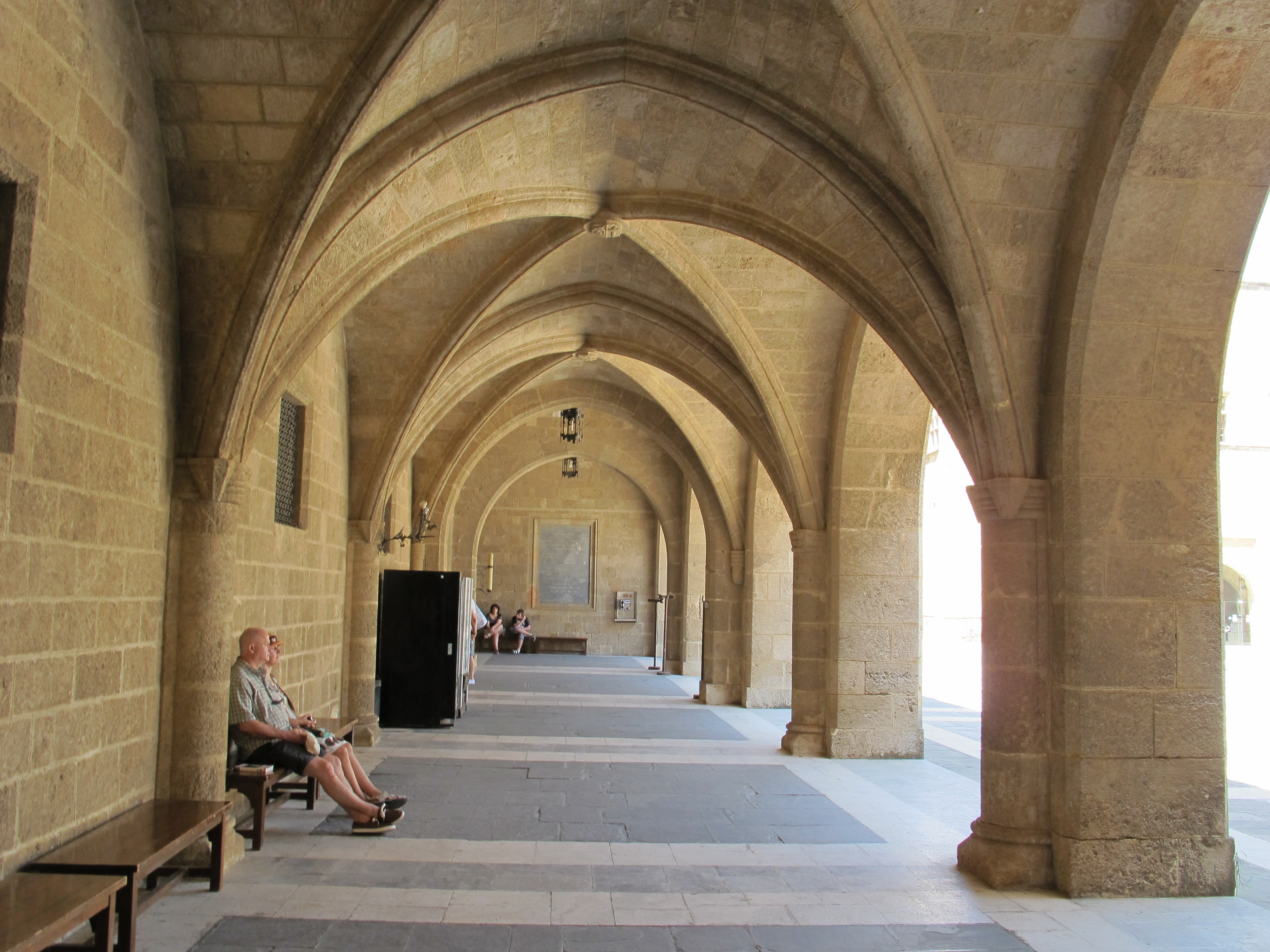
طاق‌ها در حیاط
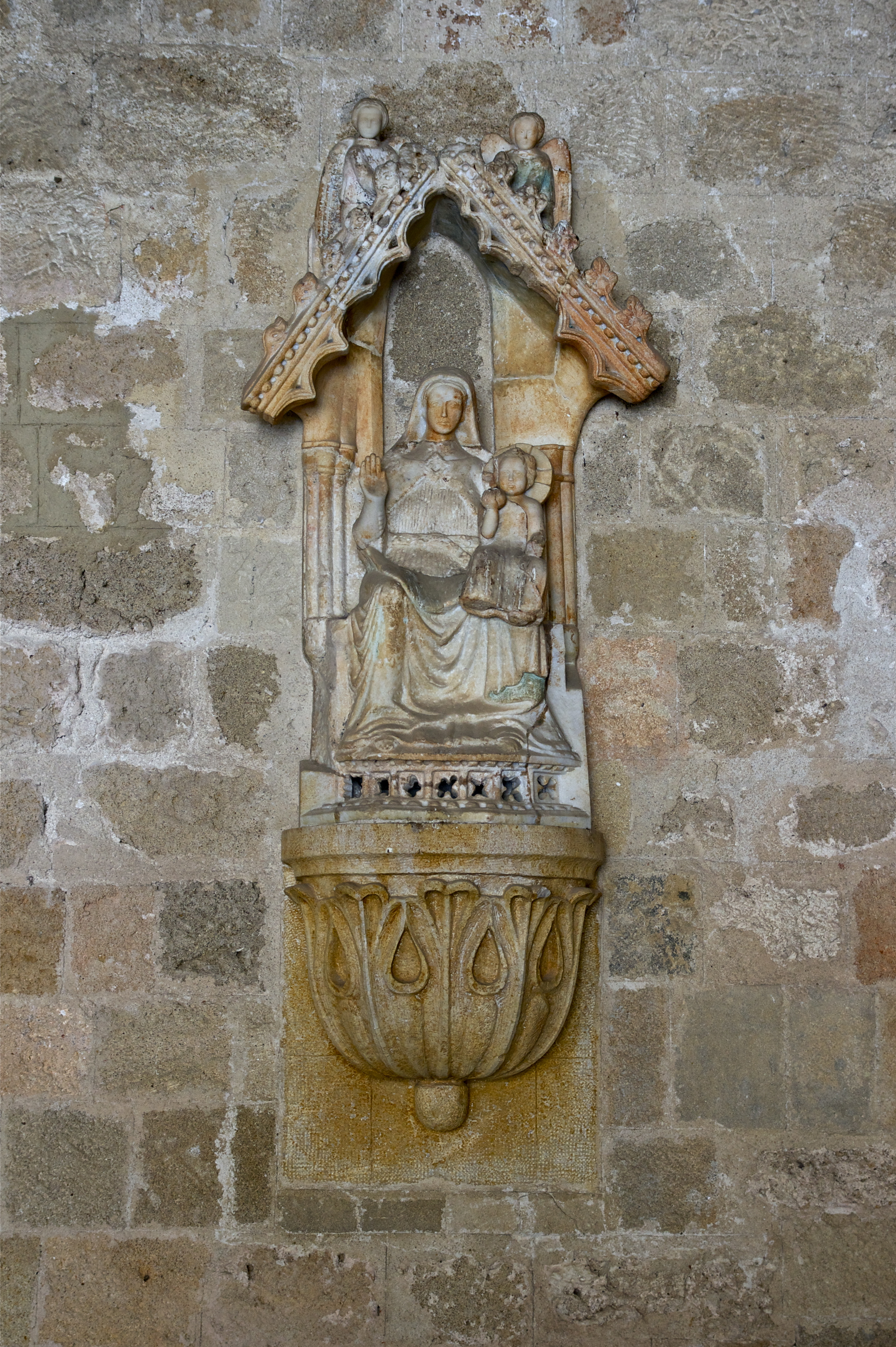
پیکره مریم باکره
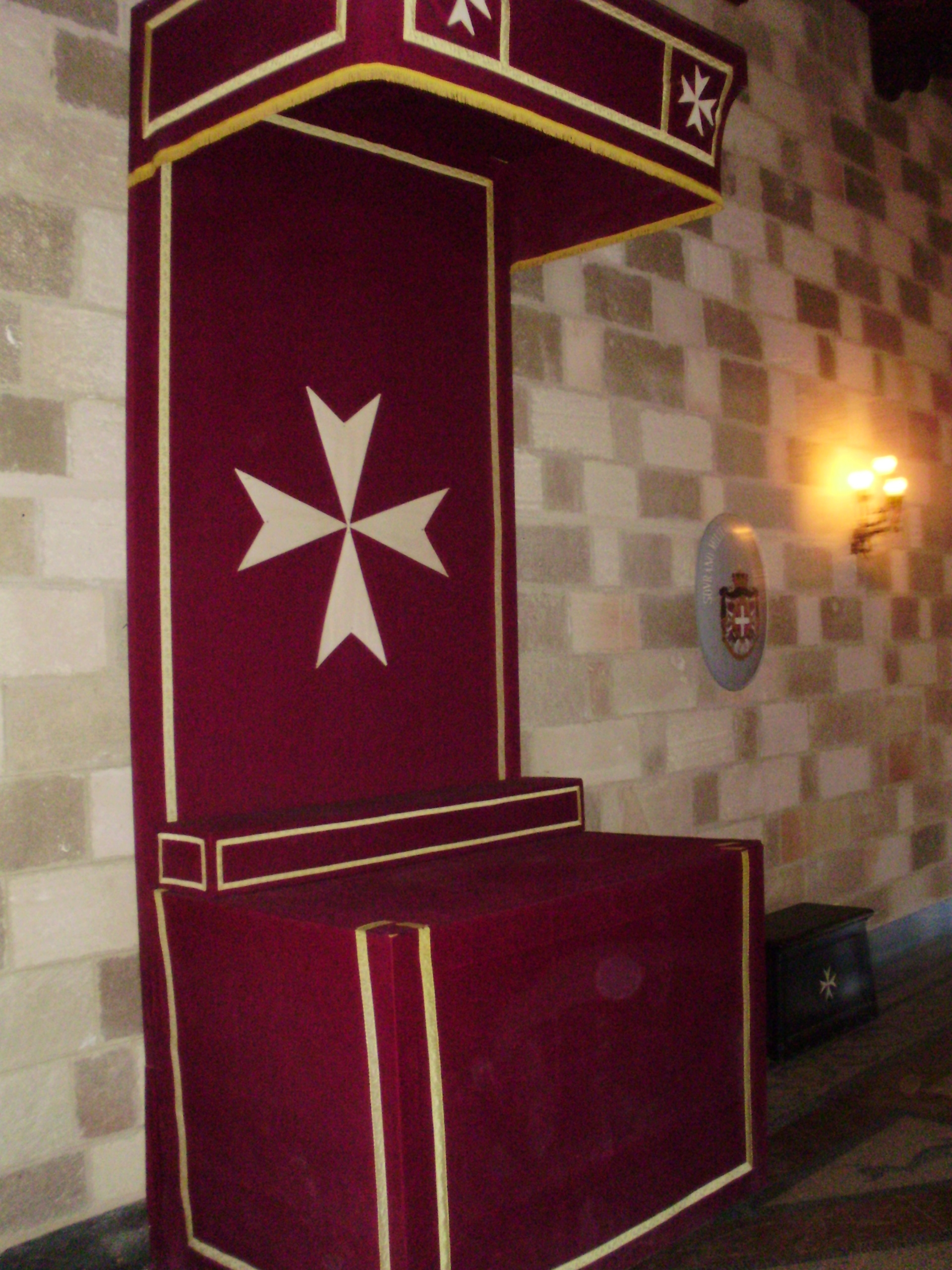
نمایی از داخل
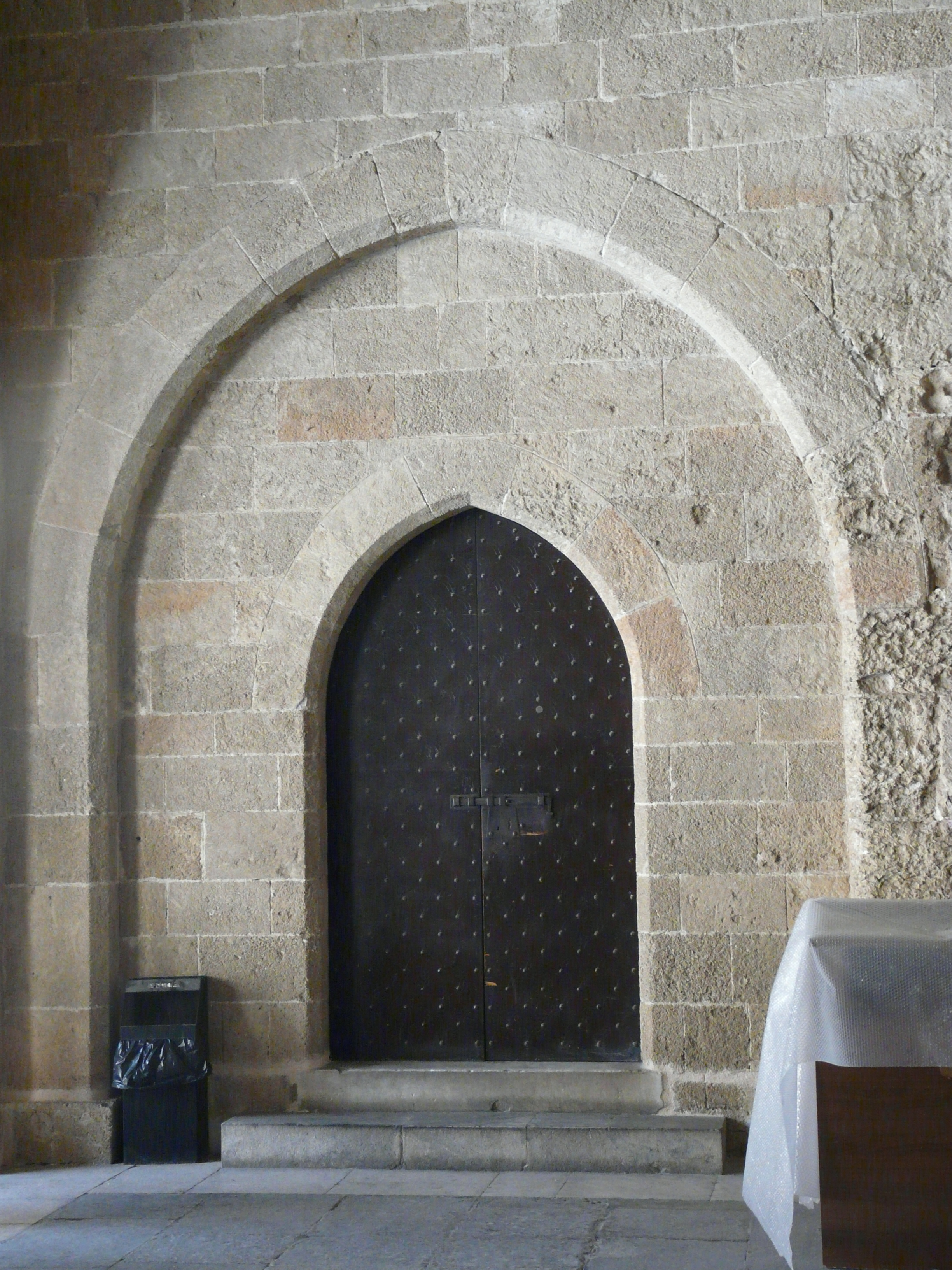
درگاه به شیوه گوتیک
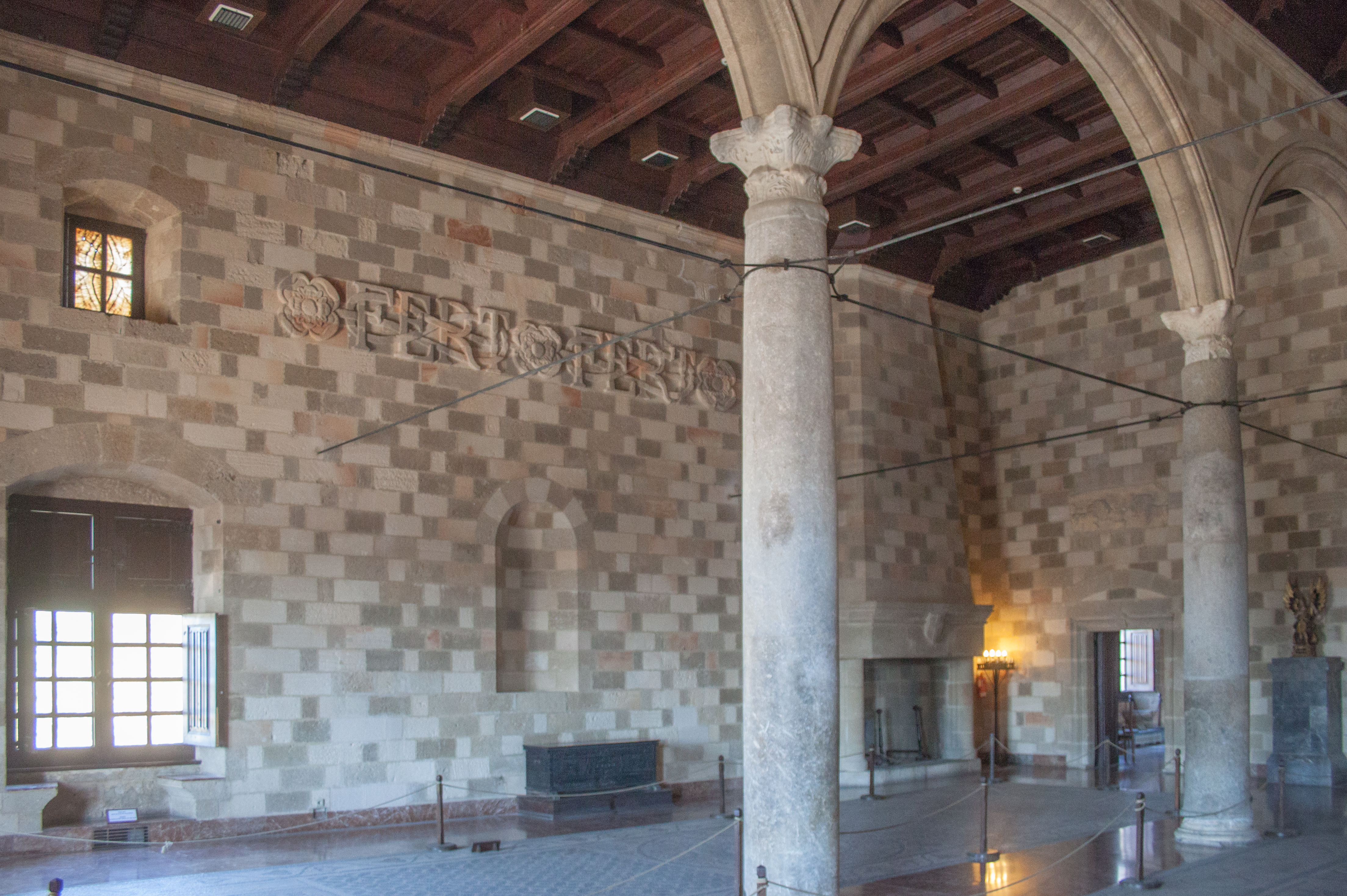
سالن اصلی
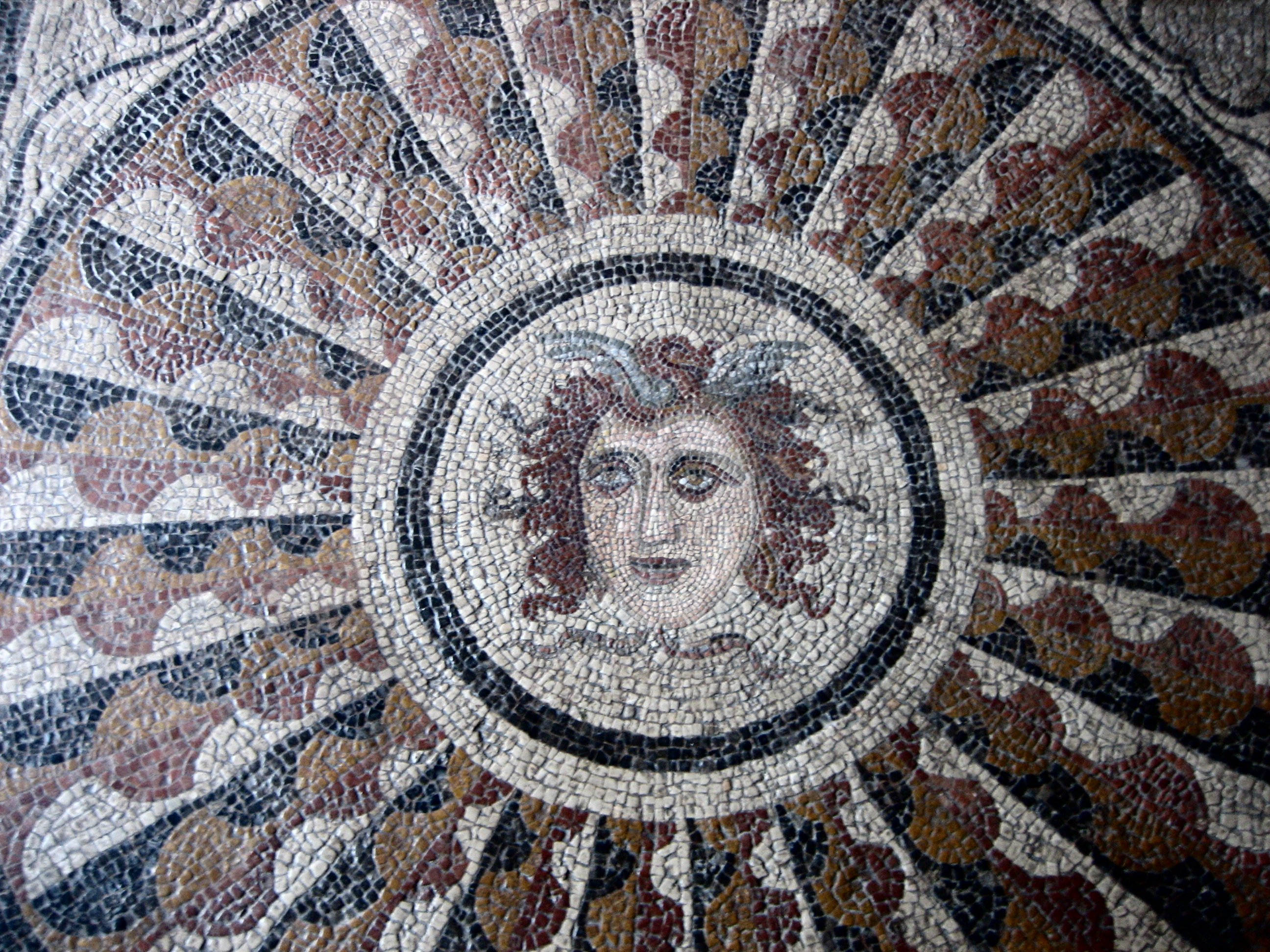
موزاییک مدوسا (قرن دوم پیش از میلاد) از کس
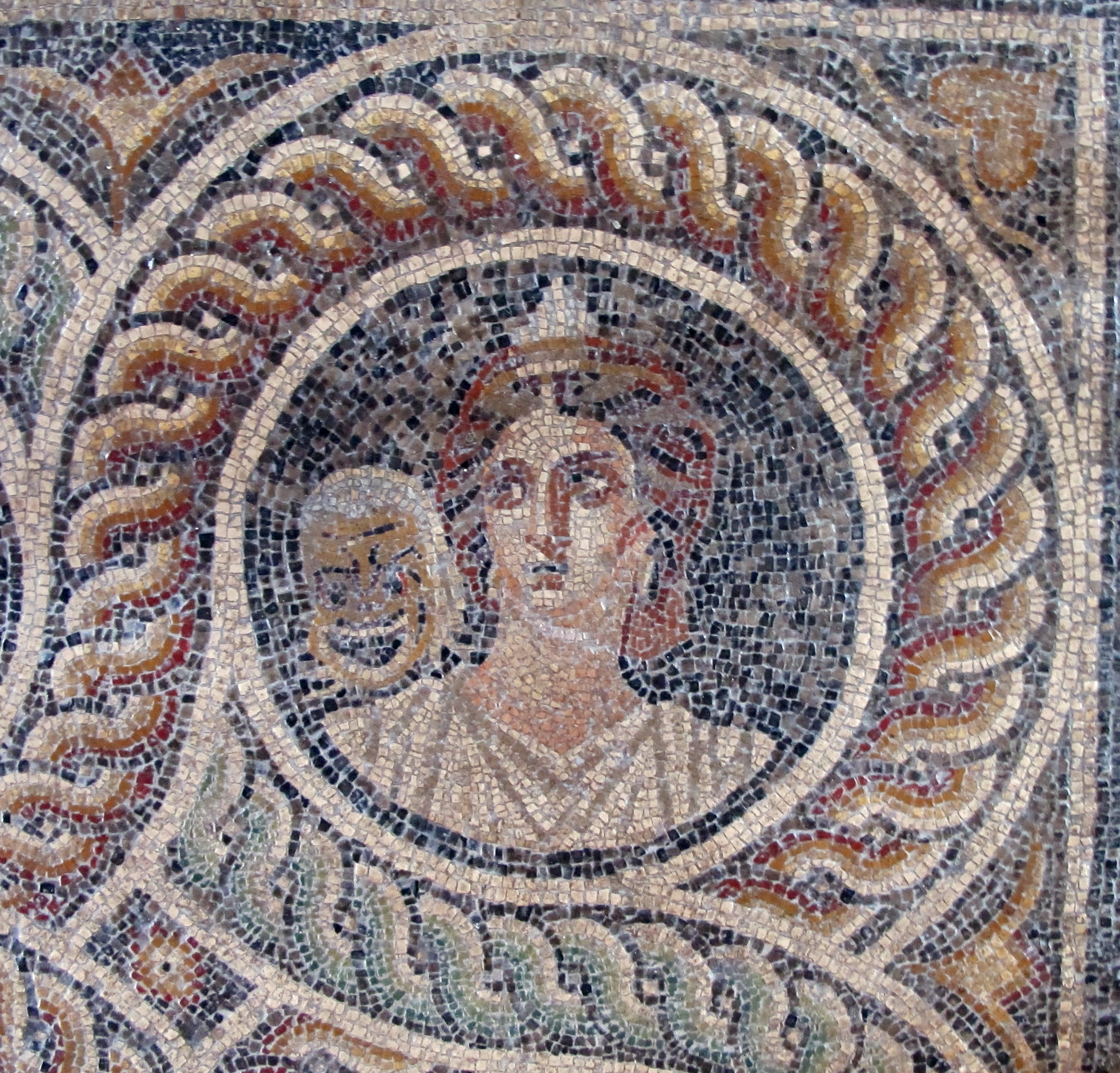
موزاییکی با تالیا از کوس
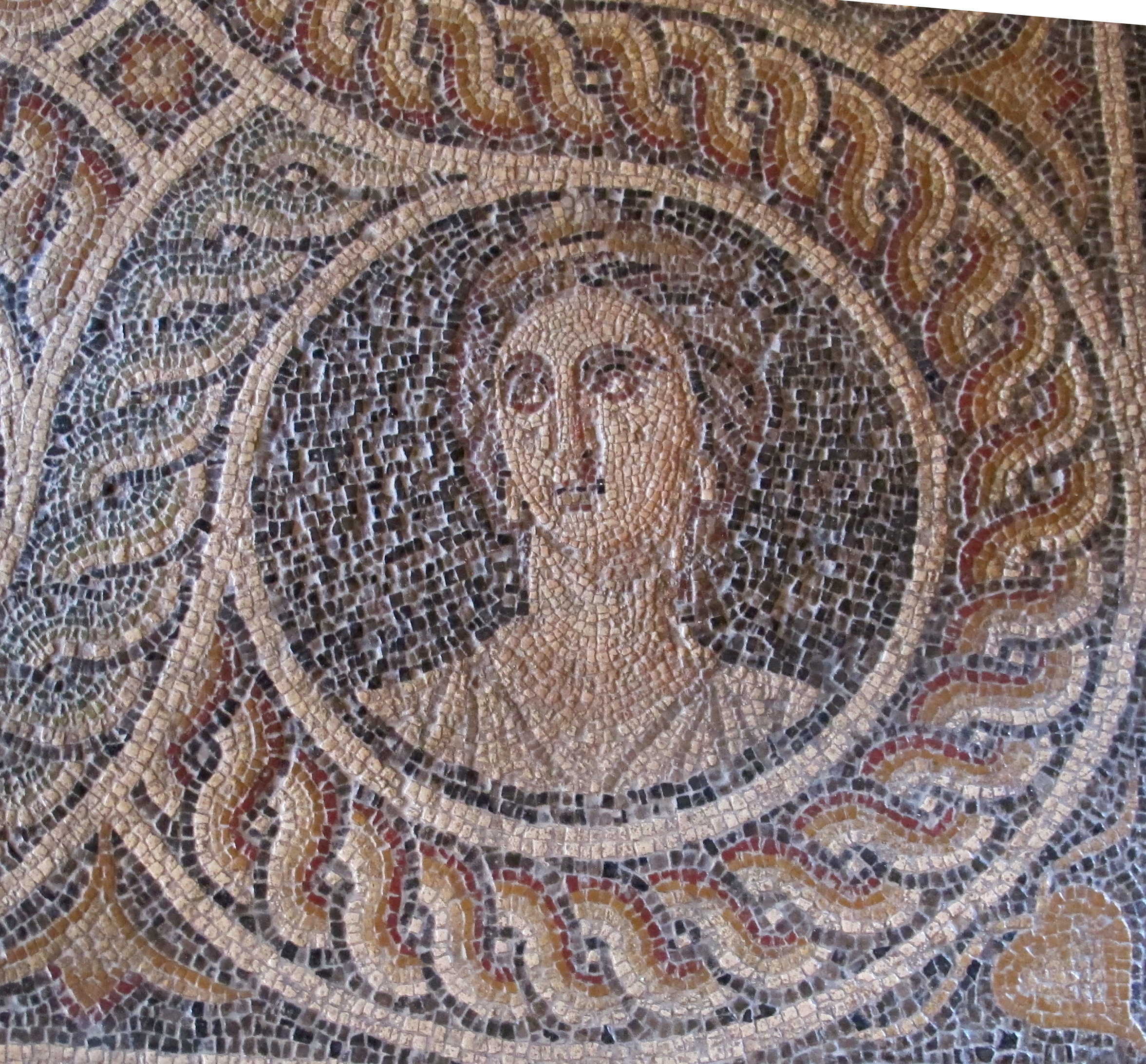
موزاییکی با پولیهیمنیا از کوس
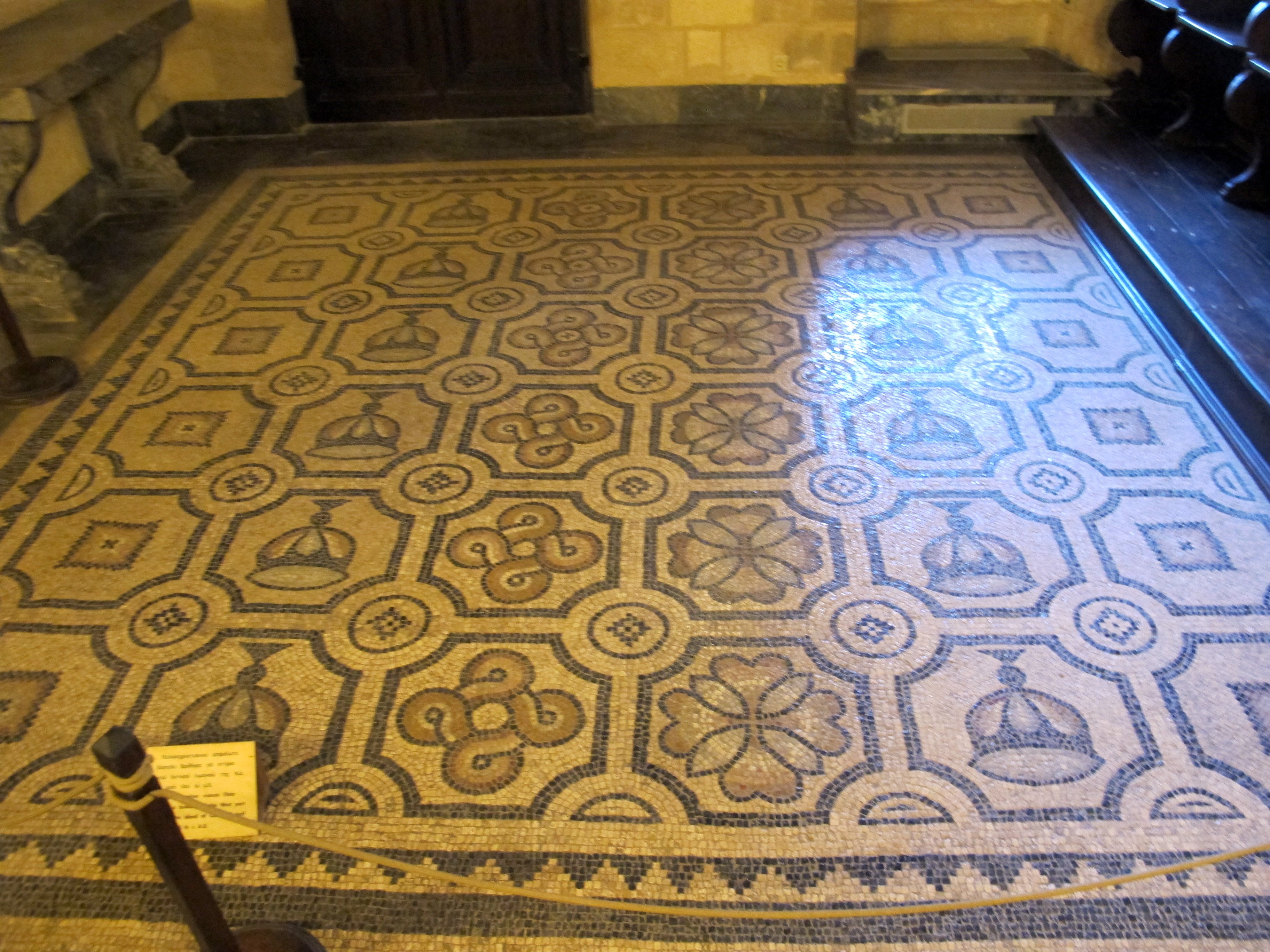
موزاییک بیزانسی از کس (۴۵۰-۵۰۰)
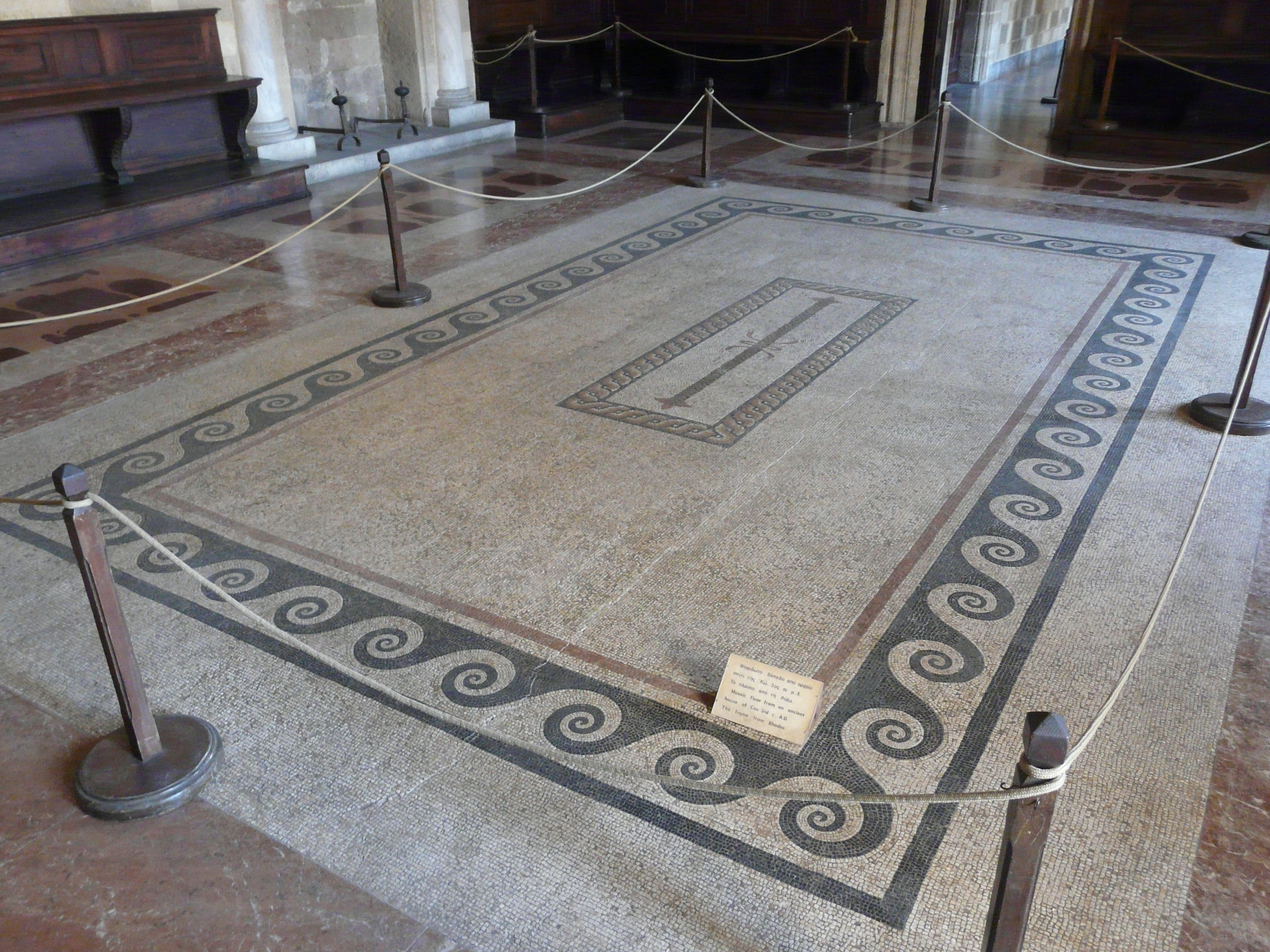
موزاییک بیزانسی از کس
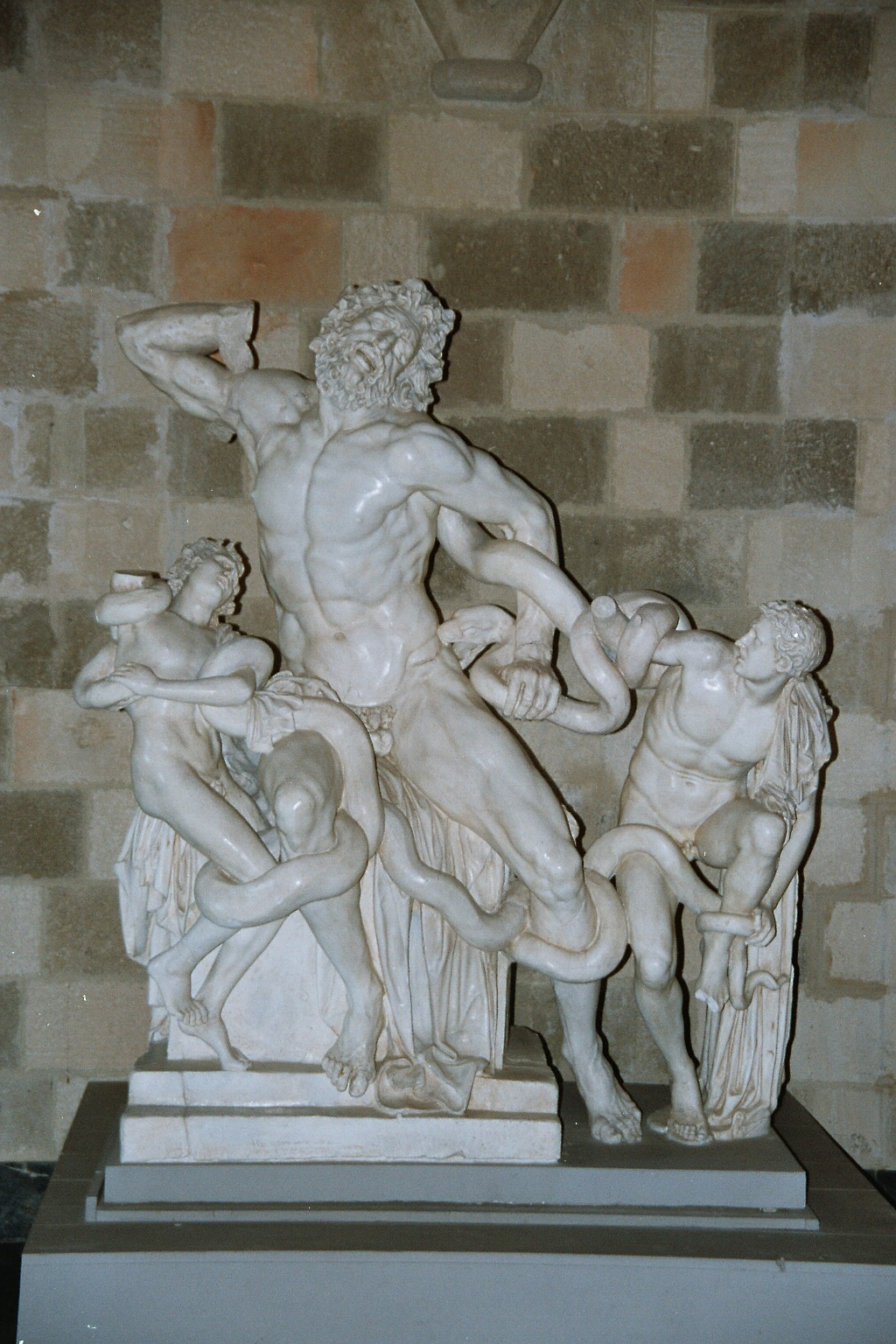
لائوکون و پسرانش ، الهام‌گیری امروزی
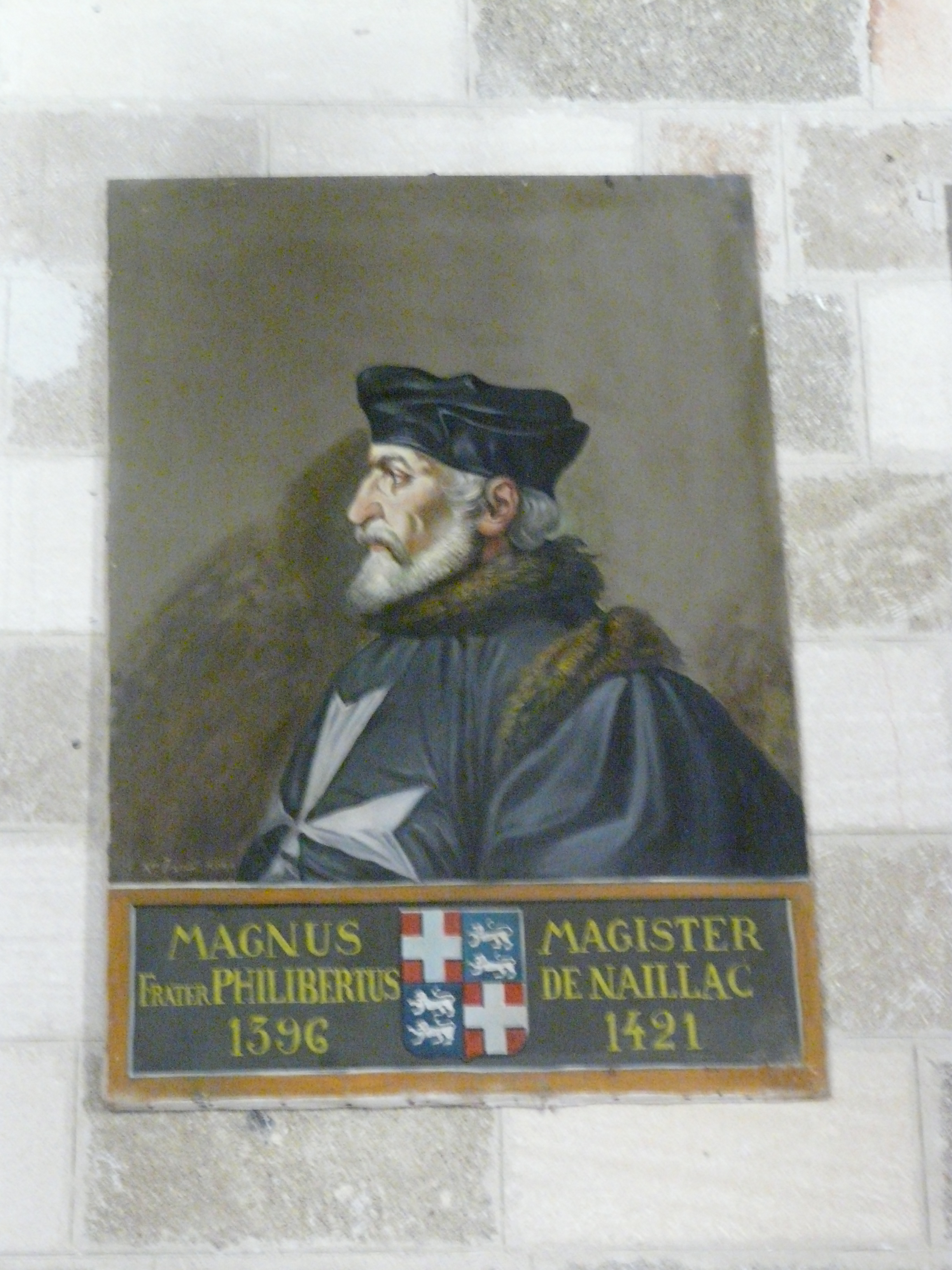
پرتره فیلیبر دو نایلاک ، استاد بزرگ (۱۳۹۶-۱۴۲۱)
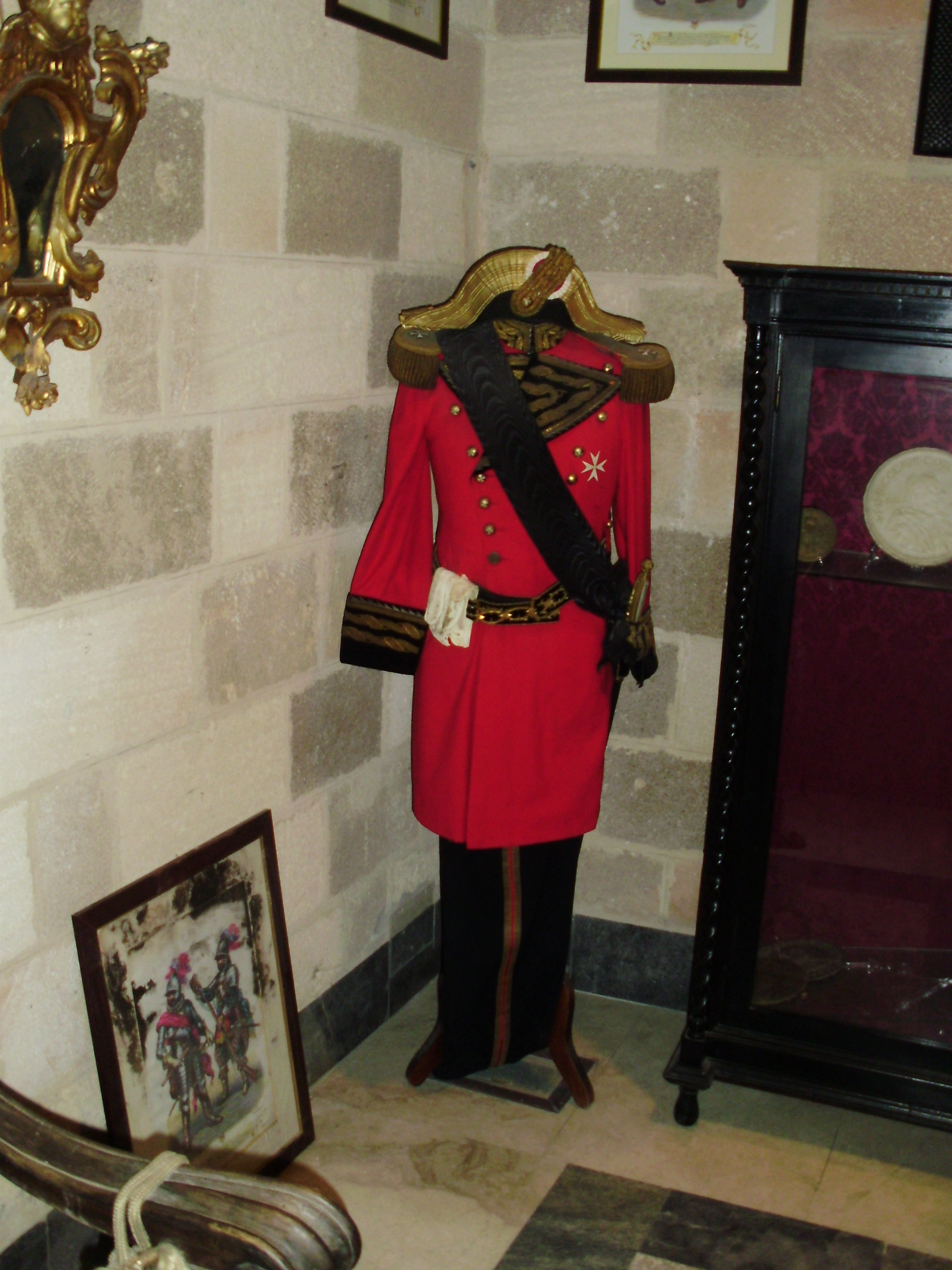
یونیفرم شوالیه‌های مالت